# Скопасис
Скопасис (ἐβασίλευε Σκώπασις, προσχωρέειν Σαυρομάτας) — царь савроматов VI века до н. э., один из царей Великой Скифии, игравший заметную роль в разгроме войск персидского царя Дария I.

## Упоминания у Геродота
О Скопасисе сообщается в «Истории» Геродота. В её четвёртой книге содержится рассказ о вторжении войска персов во главе с царём Дарием I в Скифию. Среди противников персов Геродотом назван и Скопасис, правитель первой из трёх частей Скифского царства. По предложенному Скопасисом плану, савроматы и скифы должны были отступать к Танаису вдоль Меотиды.
Позднее часть этого отряда Скопасиса была направлена для переговоров с ионянами, охранявшими мост через Истр.

## Оценка личности в науке
Оценивая личность Скопасиса, исследователи отмечают, что он командовал самой мобильной и боеспособной частью войск Великой Скифии. Дарий I непосредственно перед собою неделями видел именно армию Скопасиса, оттягивающую его к Танаису (Дону). То, что этому царю были затем поручены и переговоры с ионянами у Дуная о блокировке персидского войска, указывает и на его качества дипломата. Литература о скифо-персидской войне примерно 514 или 512 годов до н. э., активным участником которой был Скопасис, обильна.
По одной из версий, Скопасис, очевидно, был царем приазовских скифов-кочевников, непосредственных соседей савроматов.
Есть примеры недоверчивости к данным Геродота, но аргументы противников реальности похода Дария в Скифию, в основном сняты тщательными современными исследованиями.